# Halamova útulna
Halamova útulna (694 m n. m.) je zaniklá turistická chata, která stávala v Návsí v osadě Zimný pod Stožkem, těsně pod vrcholem Konihlava (776 m n. m.). Nacházela se 1,2 km od Bojkovy chaty na vrcholu Filipky (771 m n. m.).

## Historie
Stavitelem byl Pavel Halama a k slavnostnímu otevření došlo 27. července 1924. Následně Klub československých turistů Lazy vlastním nákladem v útulně zřídil noclehárnu pro 15 osob, později vykonával i správu celého objektu. Halamová útulna se těšila velkému zájmů turistu, o čem svědčí třeba záznam z roku 1933, kdy v návštěvní knize bylo zapsáno 3023 hostů. Halamova útulna byla oblíbeným cílem mnohých turistů, školních výletů a rekreace. Útulna byla také centrem dění osadníků Zimného. Byly zde organizovány rodičovské plesy, dětské radovánky a jiné společenské akce. Zajímavosti je, že na této chatě 28. listopadu 1931 rozhodla Těšínská župa KČST o vybudování Turistické chaty na Gírové. Podle místních pamětníků zde byl provozován lyžařský vlek, ale v žádných zápisech o něm není zmínka. Po smrti Pavla Halamy v roce 1933 byla chata pronajata Štěpánce Rosenzweig z Jablunkova.
Ve dnech 2. až 11. října 1938 byl příhraniční pás území o rozloze 869 km² (západní Těšínsko bez Frýdecka a Slezské Ostravy) připojen k Polsku. Po německém útoku na Polsko v září 1939 se celé Těšínsko stalo součástí Třetí říše.
Dne 1. listopadu 1944 byla chata přepadena jednotkami gestapa a SS, které v okolních lesích hledali partyzány a zběhy z Wehrmachtu. Padesát ozbrojených vojáků vniklo do objektu, kde se ve sklepě ukrývala rodina Halamových. Zuzanna Halamová byla podezřelá, že pro partyzány dělala spojku. Všech osm členů rodiny bylo odvlečeno na Bojkovou chatu, kde gestapo mělo zřízené své stanoviště a kde již věznilo několik místních osadníků. Celkem 25 uvězněných horalů bylo přímým soudem příslušníků SS určeno k deportaci do koncentračních táborů. Zuzana Halamova zemřela v táboře Ravensbrück, její syn Józef Halama zemřel v táboře Gross-Rosen, po druhé světové válce se zpátky vrátily mj. děti Zuzanny – Maria, Markéta, Vilma, Izidor a Dominik.
Činnost Halamovy útulny už po druhé světové válce nebyla obnovena a později byla stržena. Její zánik nastal na začátku šedesátých let 20. století, kdy ze Zimného odešla většina rodin za pohodlnějším živobytím. Na místě Halamovy útulny pak byla postavena soukromá chata.

## Dostupnost
- Po  turistické značce z vrcholu Velký Stožek.
- Po  turistické značce z Jablunkova–Radvanova, Cyrilometodějská stezka.
- Po  turistické značce z chaty Filipka.
- Po  turistické značce ze sedla Groníček.

## Galerie

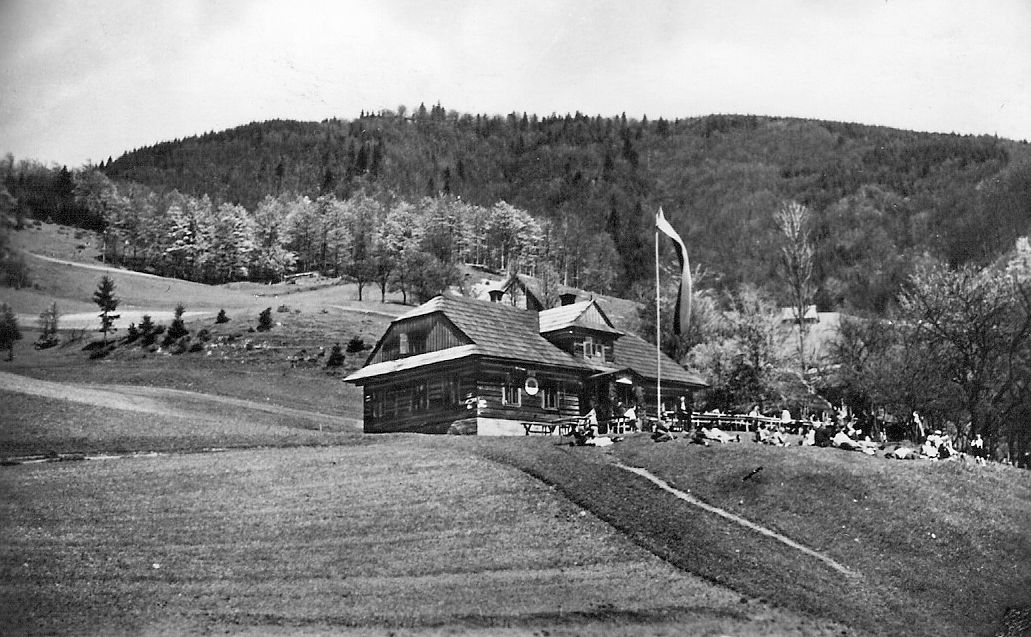
Halamova útulna
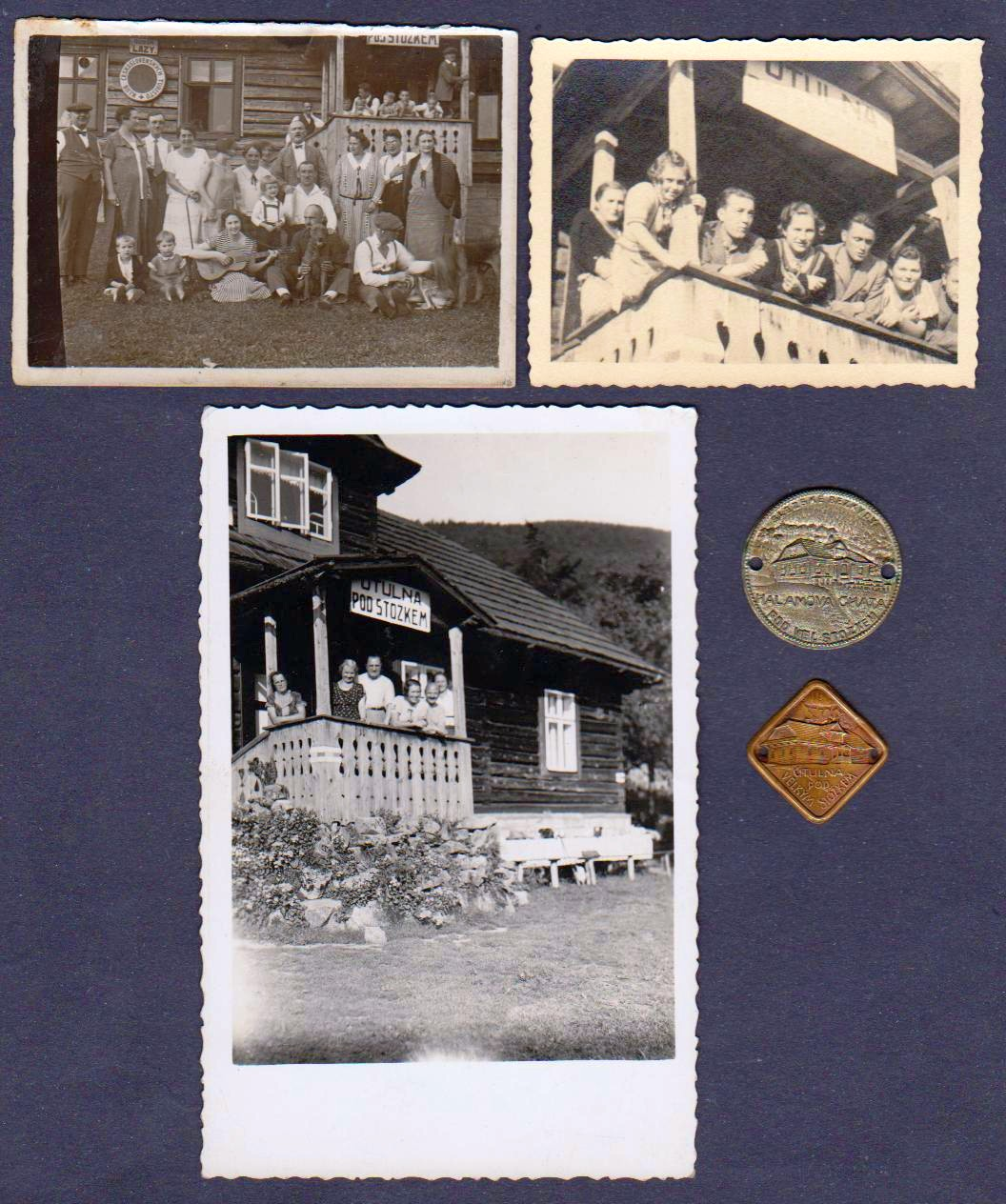
Halamova útulna
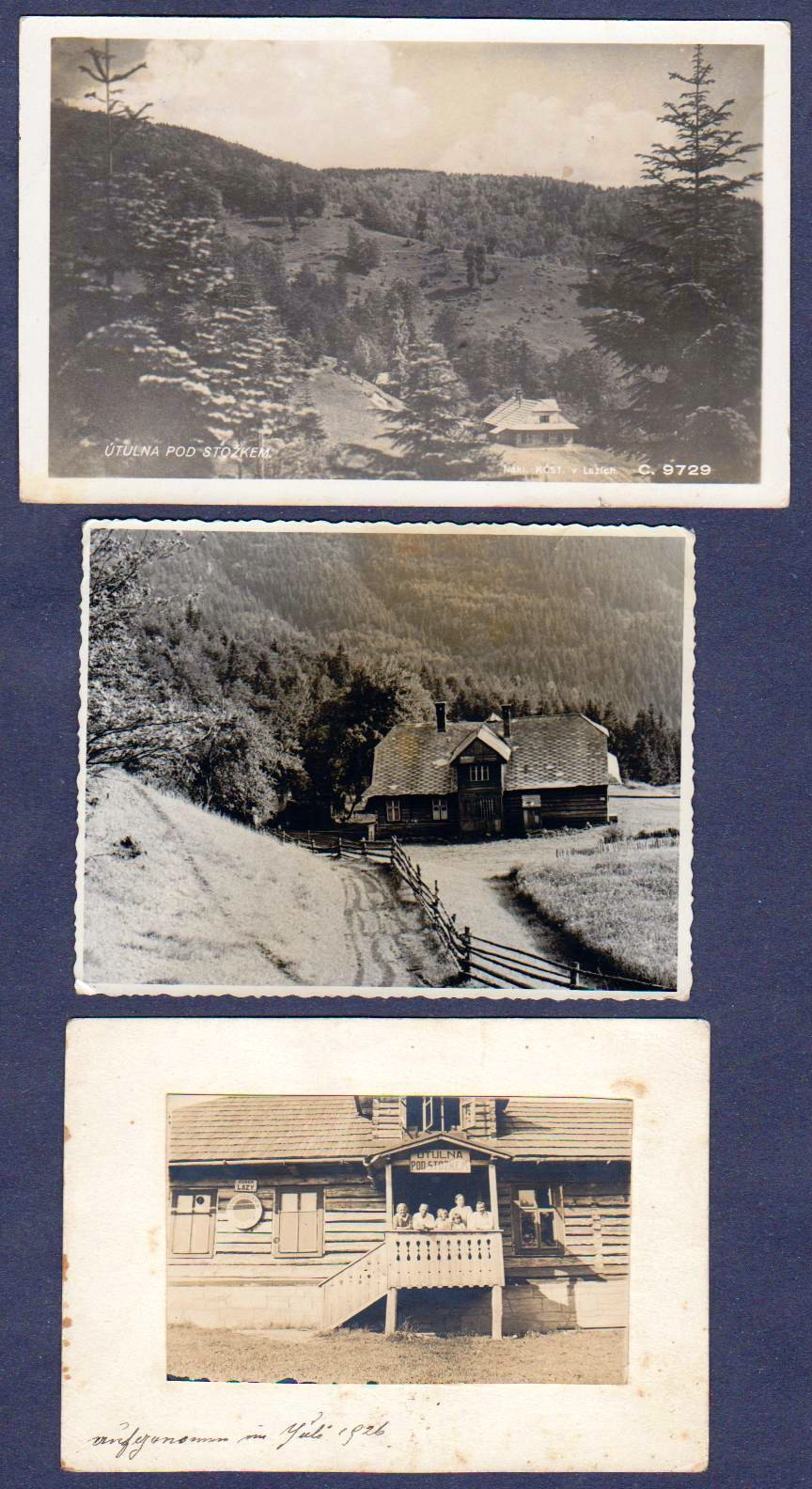
Halamova útulna
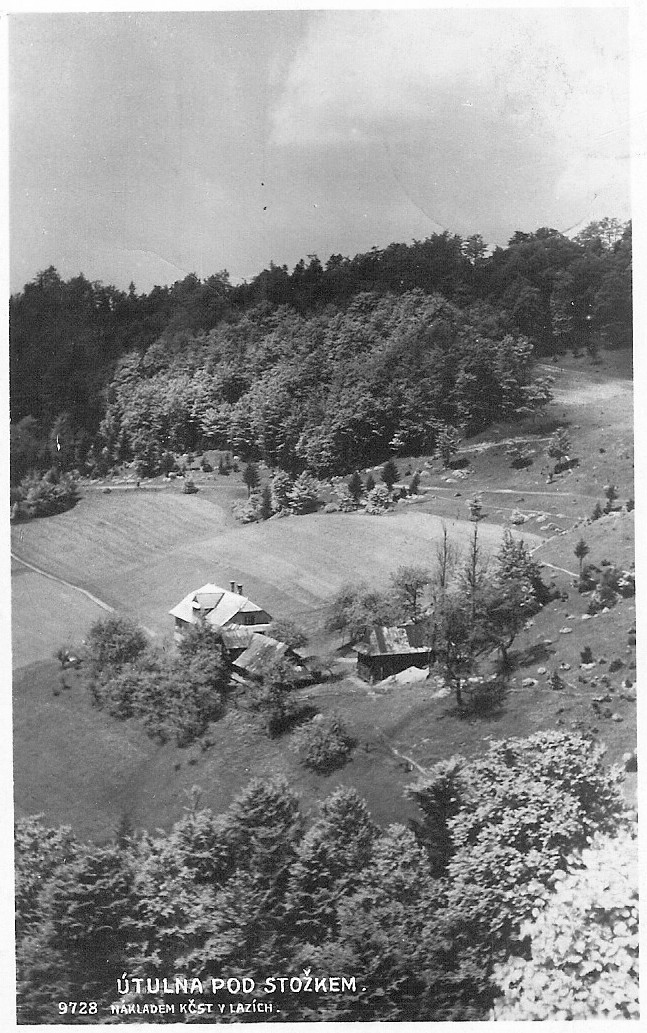
Halamova útulna pohlednice
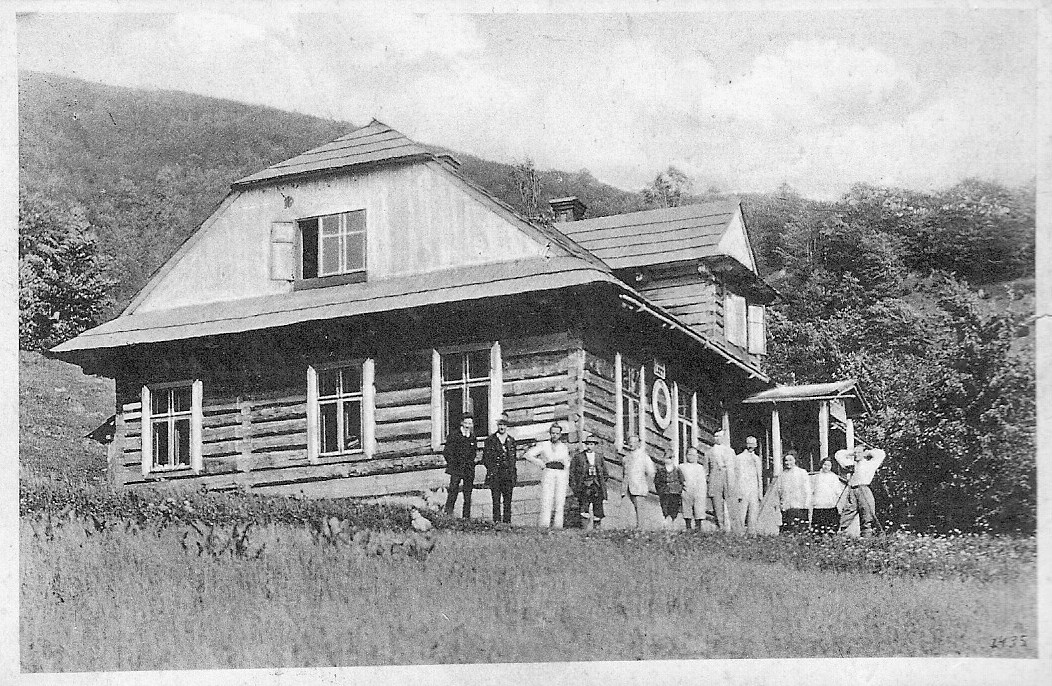
Halamova útulna
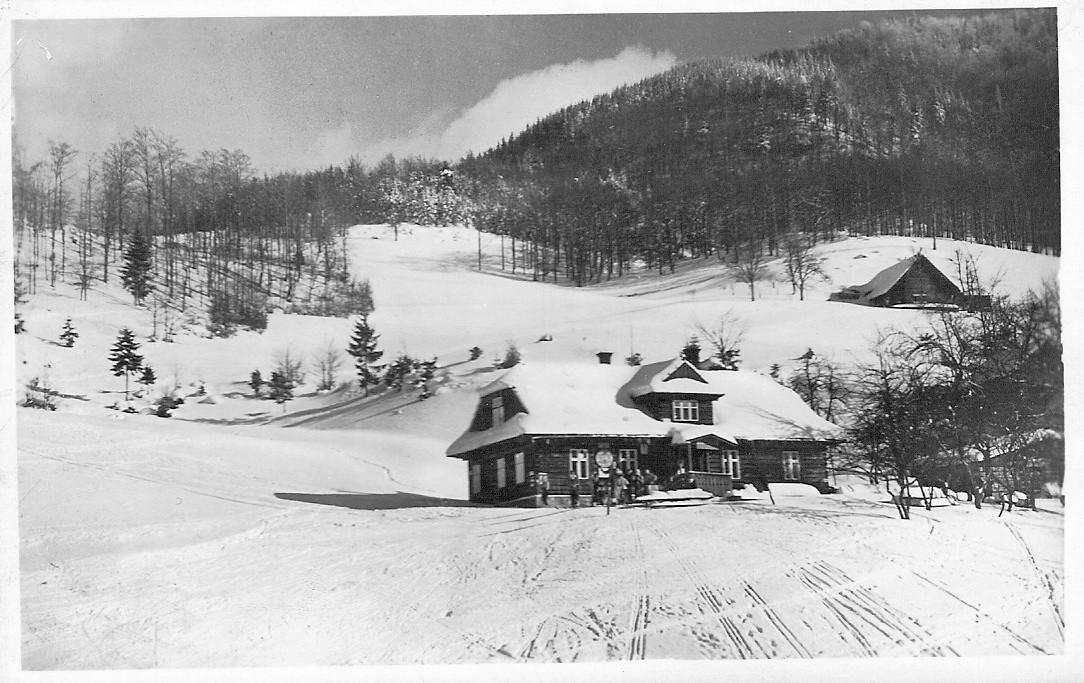
Halamova útulna v zimě
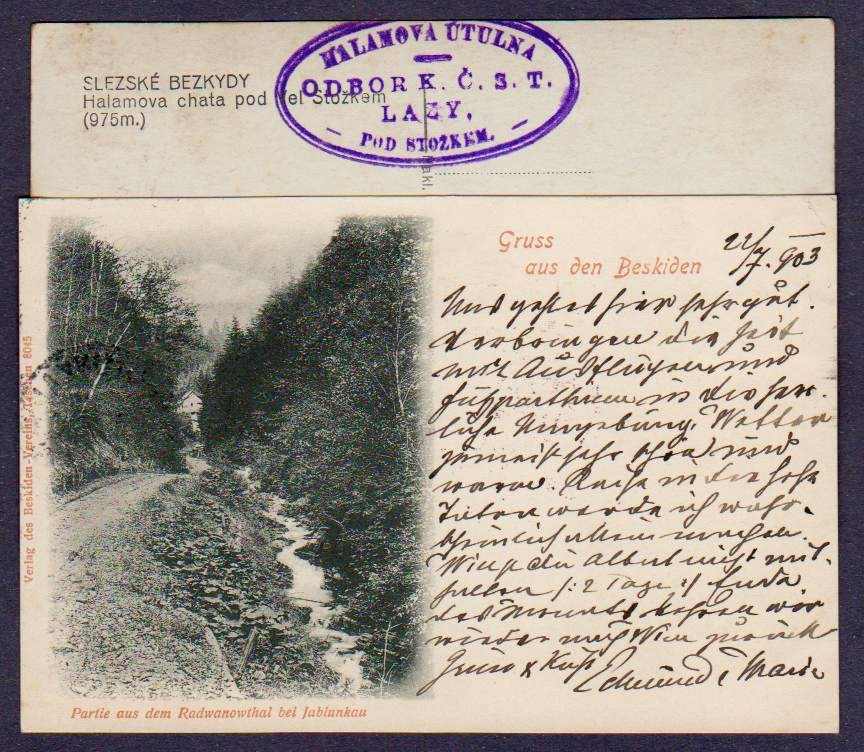
Halamova útulna KČST
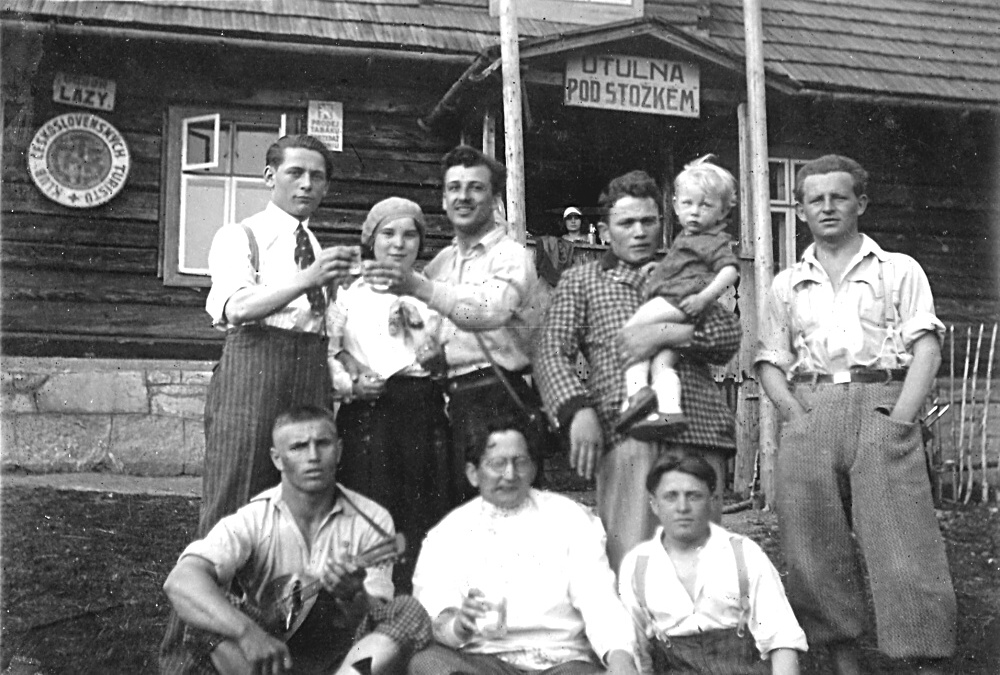
Halamova útulna

### Litaratura
- BÁČA, Pavel, a kol. Hluchová: historická část obce Nýdek. 1. vyd. [s.l.]: vlastním nákladem, 2019. 155 s. ISBN 978-80-270-3440-6.
- POLÁŠKOVÁ, Jiřina; POLÁŠEK, Jaromír. Historie beskydské turistiky. 1. vyd. Ostrava: Šmíra-Print, 2009. 253 s. ISBN 978-80-904336-8-7.
- MIKULOVÁ, Zuzana. Nýdek. 1. vyd. [s.l.]: Vydavatelství Regio, 2023. 331 s. ISBN 978-80-907252-6-3. (cs, pl)